# Gens Amafinia
La gens Amafinia era una gens romana presente durante la tarda Repubblica.

## Itria nominausati dalla gens
L'unico praenomen utilizzato dalla gens fu Gaius.

## Membri illustri della gens
- Gaio Amafinio (Gaius Amafinius): fu uno dei primi scrittori latini a favore dell'epicureismo.